# Municipio de Courthouse
El municipio de Courthouse (en inglés: Courthouse Township) es un municipio ubicado en el  condado de Camden en el estado estadounidense de Carolina del Norte. En el año 2010 tenía una población de 3.822 habitantes.

## Geografía
El municipio de Courthouse se encuentra ubicado en las coordenadas 36°19′49.04″N 76°10′26.01″O / 36.3302889, -76.1738917.